# Sphaeridium substriatum
Sphaeridium substriatum är en skalbaggsart som beskrevs av Franz Faldermann 1838. Sphaeridium substriatum ingår i släktet Sphaeridium, och familjen palpbaggar. Enligt den svenska rödlistan är arten nära hotad i Sverige. Arten förekommer i Götaland och Öland. Artens livsmiljö är jordbrukslandskap, sjöar och vattendrag.